# فرنسيسكو دي أغيري
فرنسيسكو دي أغيري (بالإسبانية: Francisco de Aguirre)‏ هو مستكشف وعسكري إسباني، ولد في 1507 في طلبيرة في إسبانيا، وتوفي في 1581 في لا سيرينا في تشيلي.